# Milot Rashica
Milot Rashica (Vushtrri, Kosovo, 28 de junio de 1996) es un futbolista kosovar, nacionalizado albanés, que juega como centrocampista para el Beşiktaş J. K. de la Superliga de Turquía.

## Selección nacional
Debutó con la selección de fútbol de Albania el 29 de marzo de 2016. Lo hizo en un partido contra Luxemburgo celebrado en el Estadio Josy Barthel que finalizó con un resultado de 0-2 a favor del combinado albanés. Dos meses después jugó su segundo y último partido con la selección de Albania. Dado que solo había jugado partidos amistosos con Albania, el 15 de agosto de 2016, se anunció que Rashica empezaría a formar parte de la selección de fútbol de Kosovo. El 30 de agosto de 2016, fue convocado por Kosovo para disputar la clasificación para la Copa Mundial de Fútbol de 2018 contra Finlandia el 5 de septiembre, haciendo su debut contra el combinado finés.

## Clubes
| Club                       | País         | Año       | Partidos | Goles |
| -------------------------- | ------------ | --------- | -------- | ----- |
| K. F. Vushtrria            | Kosovo       | 2013-2015 | 21       | 9     |
| S. B. V. Vitesse           | Países Bajos | 2015-2018 | 100      | 15    |
| Werder Bremen              | Alemania     | 2018-2021 | 100      | 27    |
| Norwich City F. C.         | Inglaterra   | 2021-2022 | 40       | 2     |
| Galatasaray S. K. (cedido) | Turquía      | 2022-2023 | 30       | 5     |
| Beşiktaş J. K.             | Turquía      | 2023-     | 82       | 10    |

## Palmarés

### Campeonatos nacionales
| Título                   | Club              | País         | Año  |
| ------------------------ | ----------------- | ------------ | ---- |
| Superliga de Kosovo      | K. F. Vushtrria   | Kosovo       | 2014 |
| Copa de los Países Bajos | S. B. V. Vitesse  | Países Bajos | 2017 |
| Superliga de Turquía     | Galatasaray S. K. | Turquía      | 2023 |
| Copa de Turquía          | Beşiktaş J. K.    | Turquía      | 2024 |
| Supercopa de Turquía     | Beşiktaş J. K.    | Turquía      | 2024 |